# Phosphinsäure
Phosphinsäure, veraltet auch Hypophosphorige Säure genannt, ist eine der Säuren des Phosphors und hat die Summenformel H3PO2. Ihre Salze werden Phosphinate oder (veraltet) Hypophosphite genannt; mit Alkoholen kann Phosphinsäure formal Phosphinsäureester bilden. Der Phosphor hat in diesen Verbindungen die Oxidationsstufe +I.

## Herstellung
Erzeugt werden kann Phosphinsäure durch Disproportionierung von weißem Phosphor (P4) in einem alkalischen Medium:
{\displaystyle \mathrm {P_{4}+6\ H_{2}O\longrightarrow PH_{3}+3\ H_{3}PO_{2}} }
Ebenfalls möglich ist die Darstellung durch Zersetzung von Bariumphosphinat mit Schwefelsäure.
{\displaystyle \mathrm {Ba(H_{2}PO_{2})_{2}\cdot H_{2}O+H_{2}SO_{4}\longrightarrow 2\ H_{3}PO_{2}+BaSO_{4}+H_{2}O} }

## Eigenschaften
Wasserfreie Phosphinsäure kristallisiert in farblosen Blättchen, die sich in Wasser sehr leicht lösen. Beim Erhitzen auf 130–140 °C tritt Disproportionierung zu Monophosphan und Phosphonsäure ein.
{\displaystyle \mathrm {3\,H_{3}PO_{2}\rightleftharpoons 2\,H_{3}PO_{3}+PH_{3}} }

## Verwendung
Phosphinsäure kann in wässriger Lösung als Reagenz zur Reduktion von Diazoniumgruppen eingesetzt werden (Dediazonierung). Als Reaktionsprodukte entstehen elementarer Stickstoff und Phosphonsäure.